# 北村源助
北村 源助（きたむら げんすけ、前名・芳三郎、1884年〈明治17年〉2月15日 - 没年不明）は、日本の政治家、資産家、地主・家主、金融業者、大阪府多額納税者。大阪府会議員。族籍は大阪府平民。

## 経歴
大阪府西成郡中津村出身。北村源助の二男。1906年、家督を相続し前名芳三郎を改め襲名する。金融業を営み、大阪府多額納税者である。

## 人物
趣味は茶道、骨董、盆栽。宗教は真言宗。貴族院多額納税者議員選挙の互選資格を有する。住所は大阪府西成郡中津町下三番、大阪市東淀川区中津浜通、中津南通三丁目。

## 家族・親族
北村家
- 父・源助[16]（大阪平民）[5][6]
- 母・スエ（1843年 - ?、祖父源助の四女）[1]
- 弟・源次郎[12]（1890年 - ?、地主[7]）
  - 同妻（大阪、寺田徳三郎の四女[1]、寺田清蔵の妹[9]）
- 妻・タカ（1883年 - ?、大阪、吉村駒三郎の二女）[12][5]
- 男・芳郎[10]（1920年 - 2009年） - 東京帝国大学で日本史を学び「徳川幕府のキリスト教政策」を研究[17]。「地主だけで一生を終えたくない」と40歳ごろから南蛮美術の収集に奔走、南蛮文化館を設立[17]。
- 娘[5][6]

親戚
- 寺田徳三郎[1]（貝塚銀行取締役）
- 寺田利吉[1]（寺田銀行頭取、寺田紡績工廠社長）